# Björkvik (Katrineholm)
Björkvik is een plaats in de gemeente Katrineholm in het landschap Södermanland en de provincie Södermanlands län in Zweden. De plaats heeft 511 inwoners (2005) en een oppervlakte van 96 hectare.

## Verkeer en vervoer
Bij de plaats loopt de Länsväg 216.